# Andrés Cepeda (poeta)
Andrés Cepeda (Brandsen, 18 de mayo de 1869 - Buenos Aires, 30 de marzo de 1910) fue un poeta argentino, de ideología anarquista. Llamado El Divino Poeta de la Prisión, usó también los seudónimos de Andrés Romero y Manuel González. 
Pasó la mayor parte de su vida en prisión, detenido por la policía debido a supuestas infracciones a los edictos policiales. Los estudiosos han sostenido que las causas reales eran su ideología anarquista y su condición homosexual.
Murió asesinado en 1910, a los 40 años. Influyó en los jóvenes músicos y payadores populares de Buenos Aires en los primeros años del siglo XX, entre los que se destaca Carlos Gardel, que musicalizaron y difundieron su obra.

## Biografía
Andrés Cepeda nació en Brandsen, en la provincia de Buenos Aires el 18 de mayo de 1869. 
Detenido por la policía en gran cantidad de ocasiones por supuestos delitos menores (hurtos, portación de armas, riñas, ebriedad), pasó la mayor parte de su vida detenido por supuestas infracciones a los edictos policiales. Los estudiosos han sostenido que las causas reales de sus constantes detenciones eran su ideología anarquista y su condición homosexual.
En la cárcel se dedicó a escribir poesía, cuya sensibilidad impactó a los jóvenes músicos y payadores populares de Buenos Aires en los primeros años del siglo XX, que musicalizaron y difundieron su obra. Carlos Gardel, quien lo conoció y fue su amigo, en su primera grabación en 1912, para la Casa Tagini a cargo en Argentina de Columbia Records, incluyó seis poemas de Cepeda musicalizados: *T594: "Me dejaste" (T594), "La mariposa" (T637), "El almohadón" (T638), "Yo sé hacer" (T728), "Pobre madre" (T729) y "El sueño" (T730).
También Lola Membrives grabó una canción con letra de Cepeda, "El pingo del amor", que fue un éxito.
Cepeda murió asesinado por una puñalada en el Paseo Colón, de Buenos Aires, frente al café La Loba, negándose en su agonía a denunciar a su asesino.
Los tangos "Sangre maleva" (Juan Velich-Pedro Platas; Dante Tortonese) y "No fue batidor", están inspirados en la vida y muerte de Cepeda y rescatan moralmente el hecho de que no haya sido un "batidor". El célebre tango "Tiempos viejos" (Francisco Canaro-Manuel Romero), también lo mencionaba en su letra original:

¿Te acordás, hermano, la rubia Mireya,
que quité en lo de Hansen al loco Cepeda?

Gardel le pidió a los autores que cambiaran la letra y así lo hicieron:

¿Te acordás, hermano, la rubia Mireya,
que quité en lo de Hansen al loco Rivera?

Osvaldo Bazán, en su libro Historia de la homosexualidad en Argentina señala que aunque se encuentra bien acreditado que Cepeda era homosexual y que muchas de sus riñas y detenciones estaban causadas en conductas homofóbicas, una parte considerable de la historiografía tanguera realiza un relato sesgado de su biografía con el fin de evitar la cuestión de la sexualidad de Cepeda o de afirmar su heterosexualidad, aún sin contar con mayores fundamentos.